# クリーム・ド・パパイヤ
クリーム・ド・パパイヤ（Creme de papaya、クレミ・ジ・パパイヤ）はブラジルの菓子。
1990年代半ばのブラジル料理ブームで人気を博したものの、今日ではその人気はやや低下している。
パパイヤにバニラアイスクリームを混ぜ合わせたものである。大抵はクレーム・ド・カシスが加えられるが、ノンアルコールのブラックカラントシロップで代用することもできる。パパイヤとアイスクリームを混ぜ合わせてから皿に盛り付け、その上から約1オンスのクレーム・ド・カシスを注ぐのが一般的である。